# Teppichreinigung
Unter der Teppichreinigung versteht man die Reinigung von Teppichen von Schmutz, Sand und Rückständen. Die Reinigung wird zu Hygiene- und Sauberkeitszwecken durchgeführt. Während im Haushalt die Teppichreinigung meist darin besteht, den Teppich abzusaugen oder Flecken mit haushaltsüblichen Mitteln zu entfernen, werden bei der professionellen Reinigung meist chemische Reinigungsmittel eingesetzt.

## Werkzeuge
Welche Werkzeuge bei der Teppichreinigung zum Einsatz kommen, hängt vom Grad der Verschmutzung und von der Art des Teppichs ab. Zusätzlich werden Teppiche in Privathaushalten anders gereinigt als von einer professionellen Reinigungsfirma. Unabhängig von diesen Faktoren wird meistens ein Staubsauger verwendet, um groben Schmutz wie Staub und Sand zu entfernen. Bei losen Teppichen werden auch oftmals Teppichklopfer verwendet. Zur Entfernung von tiefsitzenden Flecken werden häufig Materialien wie Teppichshampoo, Nass- bzw. Waschsauger und Teppichreiniger verwendet. Insbesondere Nass- und Waschsauger werden vor allem von Reinigungsunternehmen verwendet.

### Hausmittel
Hausmittel zur Reinigung von Teppichen werden meist ausschließlich in Privathaushalten verwendet. Je nach Art der Verunreinigung kommen unterschiedliche Hausmittel zum Einsatz. Besonders geeignet für die Reinigung sind Kartoffeln, Essigessenz oder feuchtes Salz für großflächige Verschmutzungen und um den Teppich aufzuhellen. Helle Teppiche können gut mit Zitronensaft behandelt werden, da dieser bleichende Eigenschaften besitzt. Bei kleineren Verschmutzungen helfen Erfrischungstücher. Bei unangenehm riechenden Flecken ist Rasierschaum das Mittel der Wahl, da er sowohl Flecken als auch Gerüche beseitigt.

### Teppichreiniger
Teppichreiniger entsprechen speziellen Waschsaugern, die vor allem von Reinigungsunternehmen zur feuchten Reinigung von Teppichen verwendet werden. Dabei kommt in der Regel auch ein spezielles Teppichshampoo zum Einsatz. Teppichreiniger werden vor allem dann verwendet, wenn tiefsitzende Verunreinigungen im Teppich entfernt werden sollen.

### Waschmaschine
Bestimmte Teppicharten wie etwa der farbechte Flickenteppich können auch in der Waschmaschine gewaschen werden. Diese Art der Reinigung wird vor allem in Privathaushalten angewandt.

## Reinigung von unterschiedlichen Teppichtypen
Je nach Teppichart werden unterschiedliche Reinigungsmittel verwendet, da nicht jedes Reinigungsmittel für jede Art von Teppich gleichermaßen geeignet ist. Geknüpfte Teppiche wie Orientteppiche und Berberteppiche werden in erster Linie mit dem Staubsauger, einer Teppichbürste oder einem Teppichklopfer gereinigt. Eine feuchte Reinigung ist mit einem Feinwaschmittel möglich, das mit einer Bürste aufgetragen wird.
Auch Wollteppiche können unter bestimmten Voraussetzungen feucht gereinigt werden. Am besten eignet sich dafür ein Waschsauger, der mit einem milden Wollwaschmittel befüllt wird. Der Vorteil an diesem Reinigungswerkzeug ist, dass das Waschmittel tief in die Teppichfasern eindringen kann, während das schmutzige Wasser gleichzeitig abgesaugt wird. Nach der Reinigung sollte der Wollteppich ins Freie gehängt werden, um die Trocknung zu beschleunigen.
Hochflorteppiche sind häufig im Wohnbereich zu finden, lassen sich allerdings schwerer reinigen als andere Teppiche. Sie sind nicht für die Nassreinigung geeignet, da sie sehr viel Nässe aufnehmen und dadurch auch schneller schimmeln. Am besten für die Reinigung geeignet ist Teppichschaum, da sich dieser bei Flecken gezielt auftragen lässt, ohne den Teppich zu durchnässen.

## Verfahren zur Teppichbodenreinigung bei Reinigungsfirmen
Bei einer professionellen Teppichbodenreinigung wird als erstes von der Reinigungsfirma überprüft, ob und für welche Teppichreinigung die Teppichfaser geeignet ist. Ist die Reinigung möglich, wird der Teppichboden zunächst abgesaugt, um groben Schmutz zu entfernen. Erst dann folgt die eigentliche professionelle Teppichreinigung, bei der je nach Verschmutzungsgrad unterschiedliche Reinigungsmethoden zum Einsatz kommen. Teppiche aus Velours oder Schlingenware eignen sich für die Shampoonierung. Dabei wird das Reinigungsmittel mit einer speziellen Reinigungsmaschine kreisförmig aufgebracht. Bei der Teppichbodensprühextraktion hingegen wird das Reinigungsmittel in Bahnen aufgetragen. Dieses Verfahren ist nur für kurze, weniger faserdichte Veloursteppiche geeignet. Je nach Teppichart wenden auch Reinigungsfirmen die manuelle Fleckenentfernung an. In manchen Fällen wenden Reinigungsfirmen auch Imprägnierungen an, um die Teppichfasern vor Schmutz und mechanischen Einflüssen zu schützen.